# Mein Freund Knerten
Mein Freund Knerten ist ein norwegischer Kinderfilm aus dem Jahr 2009 und das Regiedebüt von Åsleik Engmark.
Der Drehbuchautorin Birgitte Bratseth diente hier die Erzählung Lillebror og Knerten der norwegischen Kinderbuchautorin Anne-Catharina Vestly als Vorlage. Vestly veröffentlichte von 1962 bis 2002 insgesamt neun Knerten-Bücher. Ein Buch kam 1966 unter dem Titel Lillebror und der Knorzel auf den deutschen Markt.
In den beiden Folgejahren 2010 und 2011 wurde je ein weiterer Knerten-Film veröffentlicht.
In der Trilogie werden die Erlebnisse eines Sechsjährigen mit seiner sprechenden Holzpuppe erzählt.
Die Handlung spielt in den 1960er Jahren.

## Handlung
Der sechsjährige Lillebror zieht mit seinen Eltern und dem älteren Bruder aufs Land. Dort gibt es weit und breit keine Spielgefährten. Da trifft er auf die sprechende Holzfigur Knerten, eigentlich ein vom Baum gefallener Ast. Das ist der Beginn einer einzigartigen und ungewöhnlichen Freundschaft. Vaters Geschäfte laufen schlecht und das erst kürzlich erworbene Haus ist stark reparaturbedürftig. Also muss Mutter im Krämerladen arbeiten, um die Haushaltskasse aufzubessern. Da es keinen Kindergarten vor Ort gibt, darf Lillebror seine Mutter zur Arbeit begleiten, welches spannende Abenteuer verspricht. Er spielt vor der Tür oder durchstreift die Gegend nach Pfandflaschen – Knerten immer bei sich. Dabei entwickelt er einen enormen Schutztrieb für Knerten, denn zwei Altersgenossen haben es auf seinen hölzernen Freund abgesehen. Er scheut keine Mühe, Knerten aus den Fängen der garstigen Räuber zu befreien. Weniger tugendhaft ist allerdings seine Entwicklung zum Pfandräuber, d. h. nicht nur weggeworfene Flaschen wandern in seinen Rucksack.
Seine Familie ist allmählich genervt von Lillebrors kindlicher Phantasie. Ein sprechender Ast, ein Drache im Wald, eine Prinzessin auf einem Pferd – keiner will es ihm so recht glauben. Nur der Dorfschreiner hat Verständnis und hilft ihm sogar ein Bett für Knerten zu bauen.
Während Lillebrors fieberiger Erkältung sorgt Tante Malhiermalda, die gute Seele des Dorfes, tagsüber für den Jungen und bringt gelegentlich auch eins ihrer anderen Schützlinge mit. An solchen Tagen verbarrikadiert sich Lillebror in seinem Zimmer. Er befürchtet, eines der Dorfkinder könnte es wieder auf seine Holzfigur Knerten abgesehen haben. Aber bei einem vorsichtigen Blick aus seinem Fenster erkennt er die Prinzessin aus dem Wald wieder. Hocherfreut baut er seine Barrikade ab und nähert sich vorsichtig dem Mädchen. In der Folgezeit haben er und Vesla viel Spaß zusammen.

## Hintergrundinformationen
Der Film feierte am 16. Oktober 2009 in Norwegen Premiere.
Im norwegischen Original leiht der vorwiegend als Schauspieler tätige Regisseur seine Stimme der Holzfigur Knerten.
Deutscher Kinostart war am 30. Juni 2011.
Auch wenn es für den Film keine Altersbeschränkung gibt, ist er doch erst für Kinder ab 6 Jahren empfohlen.
Fortsetzungen:
- 2010: Knerten traut sich (Knerten gifter seg)
- 2011: Knerten in der Klemme (Knerten i knipe)

## Kritik
„Ein liebenswürdig-charmanter Kinderfilm, der mit entwaffnender Aufrichtigkeit zeigt, wie befreiend es sein kann, sich der Welt offen und aufgeschlossen zu stellen. Themen wie Freundschaft und Akzeptanz, Familiensolidarität und Zuneigung werden unaufdringlich in die fröhliche Handlung eingebunden.“

Heiko Thiele von Filmreporter.de bemängelt, dass die Albtraumszenen zu gruselig für kleine Kinder sind. Kulturjournalist und Filmkritiker Michael Kohler zieht gar Parallelen zu Stanley Kubricks Shining. Auch Bianka Piringer von cinefacts.de bemerkt pädagogisch unkorrekte Szenen, so bspw. den Flachmann der Kinderfrau beim Weihnachtsfest, lobt aber wiederum, dass diese „der Geschichte eine umso realistischere Note verleihen“.
Martin Gobbin vom Internetportal critic.de und Christian Horn von Filmstarts.de können slapstickartigen Humor in der Handlung ausmachen.

## Auszeichnungen
Der Familienfilm gewann 2010 den Amanda Award als bester Kinderfilm sowie für die besten visuellen Effekte und das beste Szenenbild.
Von der Deutschen Film- und Medienbewertung (FBW) wurde er mit dem Prädikat „Besonders wertvoll“ ausgezeichnet.